# 7433 Пеллегріні
7433 Пеллегріні (7433 Pellegrini) — астероїд головного поясу, відкритий 21 травня 1993 року.
Тіссеранів параметр щодо Юпітера — 3,487.